# 1465 Autonoma
1465 Autonoma è un asteroide della fascia principale. Scoperto nel 1938, presenta un'orbita caratterizzata da un semiasse maggiore pari a 3,0282870 UA e da un'eccentricità di 0,1774197, inclinata di 9,91510° rispetto all'eclittica.
L'asteroide è dedicato all'Universidad Autonoma de El Salvador, come segno di riconoscimento per l'ospitalità garantita al team dello scopritore.